# Kim Vanreusel
Kim Vanreusel (ur. 4 stycznia 1998) – belgijska narciarka alpejska, uczestniczka Zimowych Igrzysk Olimpijskich 2018.

## Kariera
Na arenie międzynarodowej po raz pierwszy pojawiła się 3 grudnia 2014 roku w Zinal, gdzie w zawodach FIS Race w gigancie zajęła 50. miejsce. W dniach 27-28 stycznia 2015 startowała w gigancie i slalomie podczas Zimowego Olimpijskiego Festiwalu Młodzieżowego Europy 2015. Lepiej się spisała w slalomie, gdzie zajęła 31. miejsce. W gigancie nie ukończyła pierwszego przejazdu. W lutym 2016 roku startowała na Zimowych Igrzyskach Olimpijskich Młodzieży 2016 w norweskim Lillehammer. Najlepiej się spisała w slalomie, gdzie zajęła 12. lokatę.
W 2017 roku, w szwedzkim Åre, wystartowałą na Mistrzostwach Świata Juniorów 2017. Wzięła udział w każdej konkurencji, jednak zdecydowanie najlepiej wypadła w slalomie, gdzie zajęła 13. miejsce. Rok później, w 2018, w szwajcarskim Davos także wystartowała na mistrzostwach świata juniorów. Stanęła na starcie w slalomie i gigancie. Ponowie spisała się lepiej w tej pierwszej konkurencji, gdzie zajęła 16. miejsce.
Wystartowała na Mistrzostwach Świata 2017 w szwajcarskim Sankt Moritz. Wzięła udział w slalomie (42. miejsce) i w gigancie (54. miejsce).
W zawodach Pucharu Świata zadebiutowała 11 listopada 2017 roku w Levi, gdzie nie zakwalifikowała się do drugiego przejazdu w gigancie. Pucharowych punktów jak dotąd nie zdobyła.
Vanreusel była jedną z 22 reprezentantów Belgii na Zimowych Igrzyskach Olimpijskich 2018 w Pjongczangu. Wzięła udział w każdej konkurencji indywidualnej. Najlepiej zaprezentowała się w zjeździe, gdzie zajęła 30. miejsce.

## Osiągnięcia

### Igrzyska olimpijskie
| Miejsce | Dzień     | Rok  | Miejscowość | Konkurencja     | Czas biegu  | Strata   | Zwyciężczyni     |
| ------- | --------- | ---- | ----------- | --------------- | ----------- | -------- | ---------------- |
| 39.     | 15 lutego | 2018 | Pjongczang  | Gigant          | 2:32,52 min | +12,50 s | Mikaela Shiffrin |
| 40.     | 16 lutego | 2018 | Pjongczang  | Slalom          | 1:51,86 min | +13,23 s | Frida Hansdotter |
| 40.     | 17 lutego | 2018 | Pjongczang  | Supergigant     | 1:27,60 min | +6,49 s  | Ester Ledecká    |
| 30.     | 21 lutego | 2018 | Pjongczang  | Zjazd           | 1:46,51 min | +7,29 s  | Sofia Goggia     |
| DNF1    | 22 lutego | 2018 | Pjongczang  | Superkombinacja | -           | -        | Michelle Gisin   |

### Mistrzostwa świata
| Miejsce | Dzień     | Rok  | Miejscowość  | Konkurencja | Czas biegu  | Strata   | Zwyciężczyni     |
| ------- | --------- | ---- | ------------ | ----------- | ----------- | -------- | ---------------- |
| 54.     | 16 lutego | 2017 | Sankt Moritz | Gigant      | 1:09,00 min | -        | Tessa Worley     |
| 42.     | 18 lutego | 2017 | Sankt Moritz | Slalom      | 1:48,33 min | +11,06 s | Mikaela Shiffrin |

### Mistrzostwa świata juniorów
| Miejsce | Dzień       | Rok  | Miejscowość | Konkurencja     | Czas biegu  | Strata  | Zwyciężczyni       |
| ------- | ----------- | ---- | ----------- | --------------- | ----------- | ------- | ------------------ |
| 32.     | 8 marca     | 2017 | Åre         | Zjazd           | 1:28,05 min | +2,78 s | Alice Merryweather |
| 36.     | 9 marca     | 2017 | Åre         | Supergigant     | 1:20,51 min | +5,41 s | Nadine Fest        |
| 24.     | 10 marca    | 2017 | Åre         | Superkombinacja | 2:14,85 min | +5,80 s | Nadine Fest        |
| 34.     | 12 marca    | 2017 | Åre         | Gigant          | 2:03,86 min | +5,48 s | Laura Pirovano     |
| 13.     | 13 marca    | 2017 | Åre         | Slalom          | 1:45,06 min | +2,25 s | Camille Rast       |
| 39.     | 30 stycznia | 2018 | Davos       | Gigant          | 1:46,45 min | +6,79 s | Julia Scheib       |
| 16.     | 31 stycznia | 2018 | Davos       | Slalom          | 1:51,66 min | +5,15 s | Meta Hrovat        |

### Puchar Świata

#### Miejsca w klasyfikacji generalnej
- sezon 2017/2018: -

#### Miejsca na podium chronologicznie
Jak dotąd Vanreusel nie stanęła na podium zawodów PŚ.